# Plecotus strelkovi
Oreillard de Strelkov
Espèce
Statut de conservation UICN

 LC  : Préoccupation mineure
L'Oreillard de Strelkov (Plecotus strelkovi) est une espèce de chauves-souris de la famille des Vespertilionidae.

## Répartition
Cette espèce vit en Asie centrale.